# Олександр Дешапель
Олександр Луї Оноре Лебретон Дешапель (фр. Alexandre-Louis-Honoré Lebreton-Deschapelles, 7 березня 1780, Віль-д'Авре  — 27 жовтня 1847, Париж)  — найсильніший французький шахіст початку XIX століття. Учасник багатьох походів Наполеона. Був поранений, позбувся правої руки. Після битви при Ватерлоо пішов у відставку в чині генерала. В 1815 — 1821 роках постійний відвідувач кафе «Режанс»; швидко завоював славу найкращого шахіста Франції; його називали наступником Ф. А. Філідора. Давав фору будь-якому супернику. 1821 року в Сен-Клу поблизу Парижа програв матч В. Льюїсу  — 1: 2 (+0-1 =2), даючи фору  — пішака b7. В матч-турнірі трьох (1821) суперники Дешапеля  — Дж. Кохрен та Л. Ш. Лабурдонне  — мали фору (пішака і хід); Дешапель переміг Дж. Кохрена  — 7: 0, але програв Л. Ш. Лабурдонне  — 0: 7. 1824 року Депешаль оголосив Лабурдонне своїм наступником і відійшов від шахів. В 1821 — 1847 неодноразово й з перемінним успіхом грав проти П'єра де Сент-Амана, даючи йому фору. 
|             | Цей великий шахіст був проміжною ланкою між часами Філідора та нашою епохою |
| — Дж. Вокер |                                                                             |